# Турумті
Турумті (Falco chicquera) — вид хижих птахів родини соколових (Falconidae).

## Поширення
Вид поширений в Південній Азії та Субсахарській Африці. Мешкає в напівпустелях, саванах та інших посушливих районах, де є хоча б декілька дерев. Однак трапляється і в лісах біля річок.

## Опис
Сокіл середньої статури, довжиною 30—36 см, розмахом крил близько 85 см. Характерним для виду є іржаво-червоне забарвлення голови та потилиці.

## Підвиди
- Falco chicquera chicquera — від Ірану до Індії, Непалу та Бангладеш.
- Falco chicquera ruficollis — від Сенегамбії до Ефіопії, Сомалі, Замбії та північного Мозамбіку.
- Falco chicquera horsbrughi — від Зімбабве і південного Мозамбіку до Анголи і півночі ПАР.